# New Art Academy
New Art Academy è il seguito del gioco Art Academy. È stato pubblicato il 28 luglio 2012 per Nintendo 3DS e Nintendo 3DS XL.

## Modalità di gioco
Il gameplay è lo stesso del suo predecessore, cioè un videogioco di simulazione di formazione d'arte che permette ai giocatori di sviluppare capacità artistiche e tecniche. Sono presenti nuove caratteristiche come condividere le proprie creazioni attraverso SpotPass. Si può inoltre acquistare espansioni aggiuntive.

## Sviluppo
New Art Academy come è successo per il suo predecessore con l'uscita del Nintendo DSi XL, è stato messo in commercio lo stesso giorno dell'uscita del Nintendo 3DS XL per sfruttare al meglio le caratteristiche della nuova console.